# Mimas (gênero)
Mimas (Bombycidae) é um gênero de mariposa pertencente à família Bombycidae.

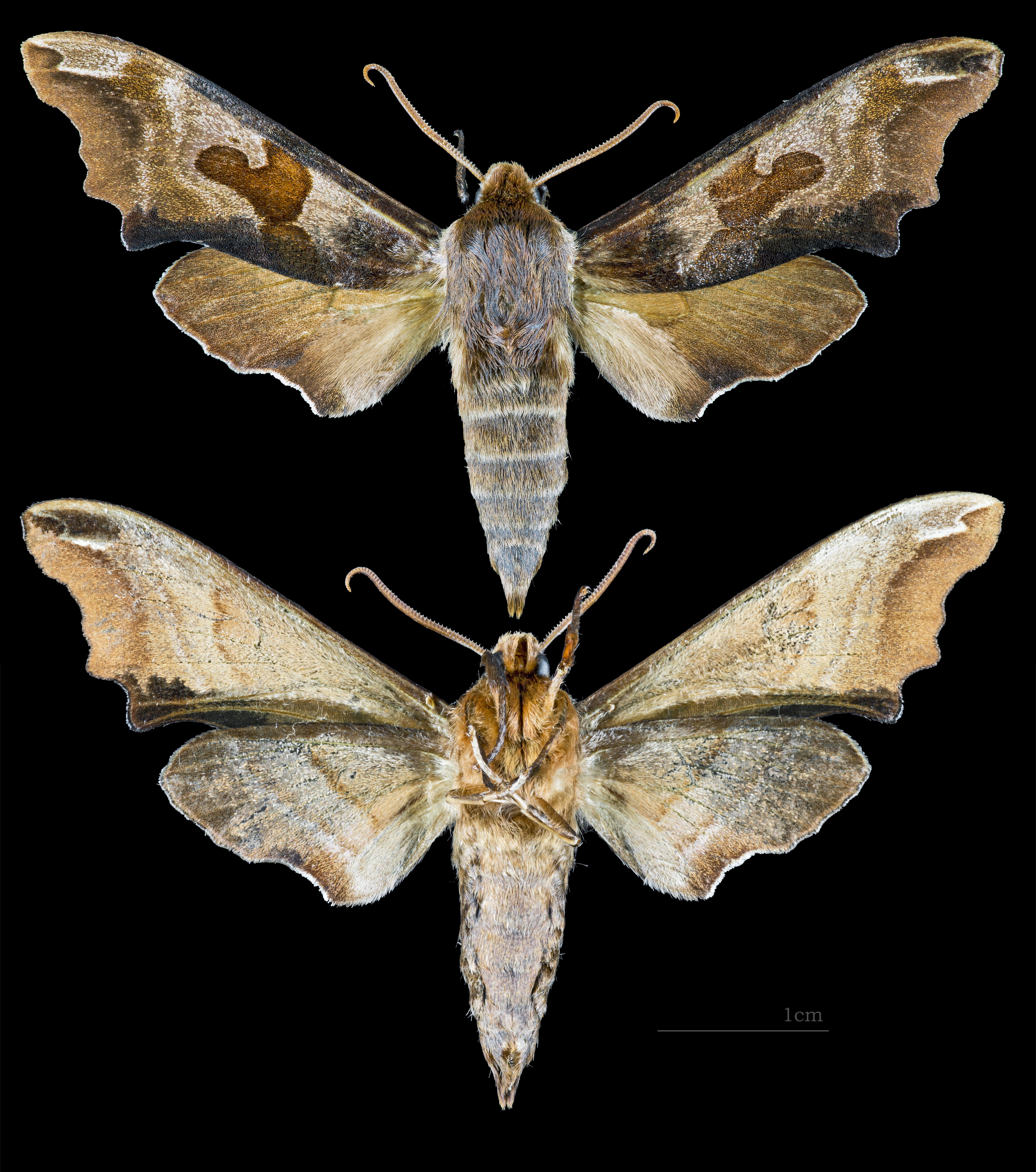
Mimas christophi
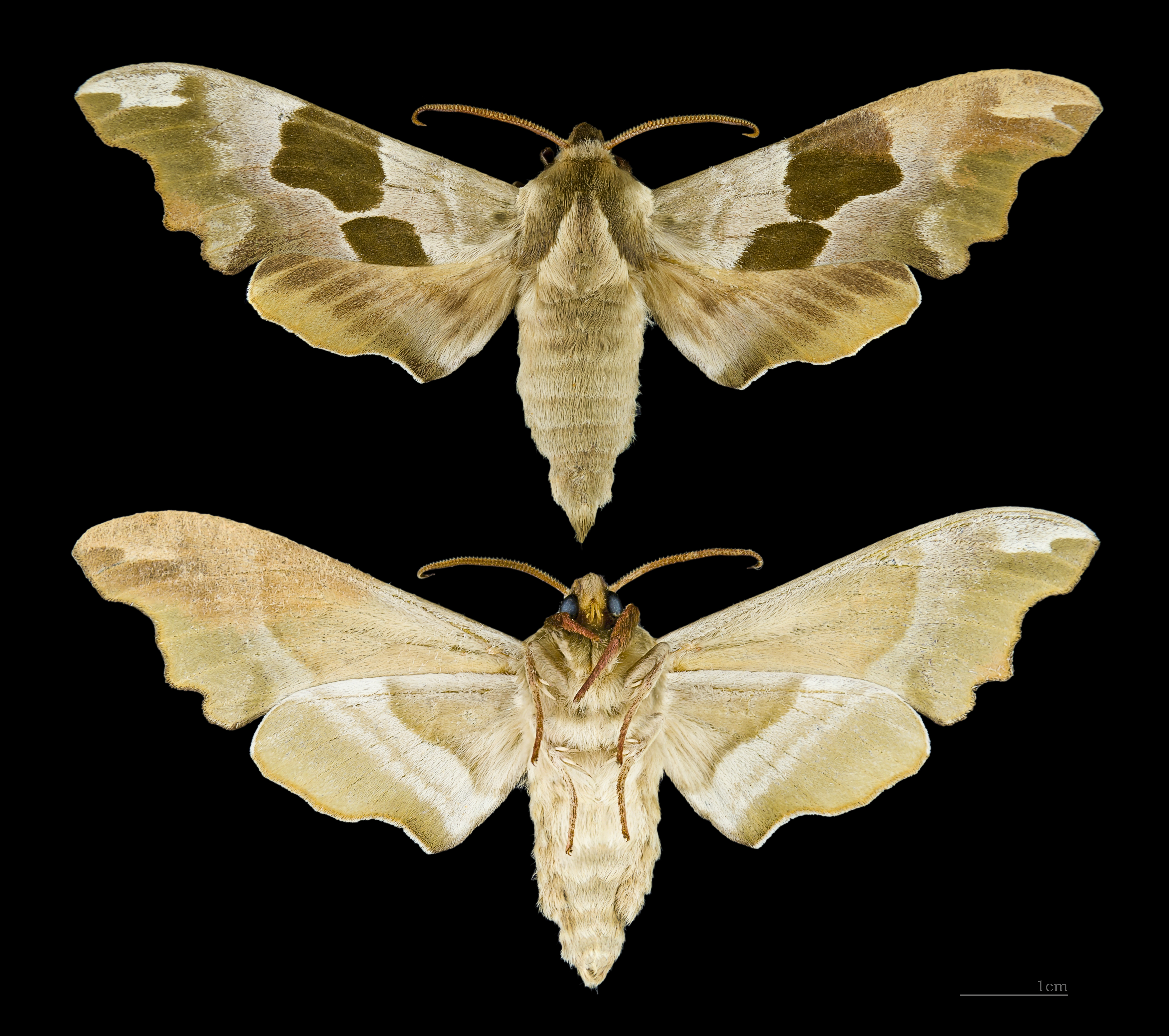
Mimas tiliae